# ريب فان وينكل
ريب فان وينكل (بالإنجليزية: Rip Van Winkle)‏ هي قصة قصيرة للكاتب الأمريكي واشنطن إيرفينج نشرت في 1819، وكذلك اسم القصة الروائية الخيالية. كتبت في حين كان إيرفينج يعيش في برمنغنهام بانكلترا، كانت جزء من مجموعة بعنوان الكتاب الكروكي للجيوفري كرايون. على الرغم من أن القصة تدور أحداثها في جبال كاتسكيل في نيويورك، إيرفينج في وقت لاحق اعترف"، عندما كتبت القصة، أنا لم أكن قط على كاستكيلز.

## ملخص الحبكة الدرامية
قصة ريب فان وينكل كتبت في سنوات ما قبل وبعد الحرب الثورية الأمريكية، والشخصية ريب فان وينكل، هو قروي من أصل هولندي، يعيش في قرية جميلة على سفح جبال كتسكيل في نيويورك. رجل ودود منزله ومزرعته تعاني من إهماله الكسول، فهو محبوب من الجميع ماعدا زوجته.
أحد أيام الخريف ترك زوجته المزعجة واثناء رحلته وتخبطه فوق الجبال واجه رجال يرتدوا ملابس غريبة، وتردد أنهم طاقم أشباح هنري هدسون، الذين يلعبون تسعة دبابيس، ولكن بعد الشرب من بعض خمورهم، استقر تحت شجرة ظليلة وأخذ غفوة. استيقظ وعاد إلى قريته، لكنه وجد عشرين عاما قد مرت. ثم تبين له أن زوجته قد ماتت، وأن أصدقائه المقربين لقوا حتفهم في الحرب، أو ذهبوا إلى مكان آخر. وهو على الفور دخل في المتاعب عندما أعلن عن نفسه موضع موالاة للملك جورج الثالث، إذ أنه لا يعرف أن الثورة الأميركية قد حدثت.
وعرفه رجل من القرية ومع ذلك، تعرفت عليه ابنته وساعدته، ثم أستأنف ريب تسيبه المعتاد، وحكايته تروى على نحو مقدس وكان يعتقد انها من وحي وتأليف بعض المستوطنين ذوي الأصول الهولندية القديمة، ومع بعض الاضافات لهوى الأزواج الراغبين أن يتقاسموا حسن حظ ريب.

## الشخصيات
- ريب فان وينكل—الزوج الخاضع لزوجته الذي يحتقر 'العمالة المربحة'.
- دام فان وينكل—زوجة ريب فان وينكل المشاكسة.
- مزق—نجل ريب فان وينكل.
- جوديث جاردينير—ابنة ريب فان وينكل.
- ديريك فان بيمميل—مدير المدرسة المحلية في وقت لاحق، وعضوا في الكونغرس.
- نيكولاس فيدر—مالك خان المحلية.
- السيد دوليتل—مالك الفندق.
- الذئب—كلب ريب الكسول
- أشباح هنري هدسون وطاقمه—أشباح التي تشترك في الخمر المسحور مع فان وينكل.

## التكوين وتاريخ النشر

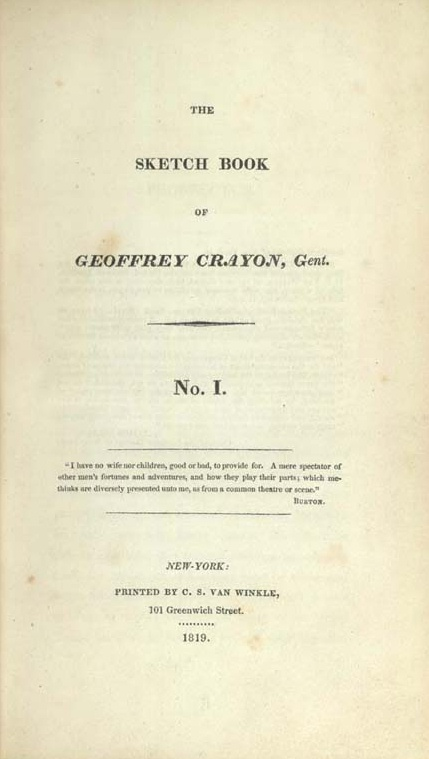
الدفعة الأولى من كتاب كروكي للجيفري الطباشير الملون وشملت "ريب فان وينكل".

بعد مشروع تجاري فشل مع أشقائه، إيرفينج تعرض للافلاس في 1818. القنوط، تحول إلى الكتابة للحصول على دعم مالي ممكن، رغم أنه كان لديه تفكير صعب لكتابة القصص. مكث في برمنجهام (إنجلترا) مع شقيقه من الأب هنري فان وارت. استغرق الاثنان في الذكريات في يونيو 1818 عندما ألهم إيرفنج فجأة من حديثهما الحنين. إيرفينج حبس نفسه في غرفته وكتب من دون توقف طوال الليل. كما قال، انه يشعر وكأنه رجل استيقظ من نوم طويل. قدم أول مشروع «ريب فان وينكل» لأسرة فان ورت بعد وجبة الإفطار.
«ريب فان وينكل» كانت واحدة من القصص الأولى التي اقترحها إيرفينج لكتابه الجديد، الكتاب الكروكي لجيفري كاربون. سئل إيرفينج شقيقه ايبينيزر لمساعدتة في النشر في الولايات المتحدة. كما كتب إيرفينج: «سأشعر بقلق بالغ للاستماع لنجاح أول محاولة للعودة ظهور على الساحة الأدبية، وهل ينبغي أن تكون ناجحة، وأنا على ثقة أنني من الآن فصاعدا يجب أن اكون قادر على مواكبة إطلاق نار المتقطع.» 2000 نسخة من أول حلقة بحجم قطع التمن التي تتضمن «ريب فان وينكل» قد اصدرت في 23 يونيو، 1819، في نيويورك وبوسطن وبالتيمور وفيلادلفيا، التي نشرتها كورنيليوس اس. فان وينكل وبيعت بسعر غالى إلى حد ما 75 سنتا. ونشرت الطبعة البريطانية بعد وقت قصير من قبل جون ميلر، الذي خرج من الأعمال التجارية على الفور بعد. بمساعدة من صديقه والتر سكوت، إيرفينج كان قادرا على اقناع جون موراي لتولي النشر البريطاني للكتاب كروكي.

## رواد الأدب
القصة تشبه الحكاية الخرافية الألمانية "بيتر كلاوس" من قبل لجنة التنسيق المشتركة ناكتيجال، التي هي قصة قصيرة في القرى الألمانية.
القصة مماثلة أيضا إلى قصة اليهودي القديم حول هوني مأجيل الذي يغفو بعد أن سأل رجل لماذا هو يزرع شجرة الخروب التي تستغرق عادة 70 سنة إلى أن تنضج، مما يجعل من المستحيل عمليا الاستفادة من ثمار شجرة. بعد هذا التبادل، نام على الأرض، ويتم بأعجوبة تغطيه بالصخور ليبقى بعيدا عن الانظار لمدة 70 عاما. عندما استيقظ، وجد شجرة ناضجة تماما، وأن لديه حفيده. عندما لم يكن أحد يعتقد أنه هوني، فانه يبتهل إلى الله والله يأخذه من هذا العالم.
القصة مماثلة أيضا إلى القرن الميلادي الثالث حكاية الصينية رانكا، كما سرد في ليونيل جيلز في معرض الخالدون الصينية. كما أنها مماثلة أيضا لحكاية القرن الثامن اليابانية من "أوراشيما تارو".
في أوركني هناك حكاية مماثلة فولكلورية قديمة ترتبط بممتراس الدفن لسالت كنوي المتاخمة لحزام برودجار. سلطعون عابث مخمور في طريقه إلى منزله يسمع الموسيقى من التلة. يجد طريقه ويجد trowes (المتصيدون) عندهم حفلة. يبقى ويلعب لمدة ساعتين، ثم يمضي في طريقه إلى المنزل في ستينيس، حيث يكتشف أن خمسون سنة مرت. رينجرز أوركني يعتقد أن هذا قد يكون أحد مصادر لحكاية واشنطن إيرفينج، لأن والده كان اركادي من جزيرة شابينساى، ويكاد يكون من المؤكد وكثيرا ما قال لابنه الحكاية.
وهناك في أيرلندا يوجد قصة نيمه وأوسين، التي تتناول موضوعا مماثلا. أويسن يقع في حب جميلة من نيمه ويرحل معها على حصانها البيضاء الثلج لتير نا نوج—أرض لكل الشباب. افتقد اسرته واصدقائه ويسأل ليدفع لهم زيارة. نيمه تقرضه حصانها تحذره أبدا إلى إلغاء سفره والعودة إلى أيرلندا. لكن ثلاث مائة سنين مرت؛ عائلته وزملائه المحاربين جميعا في عداد الأموات. بعض الرجال يحاولون تحريك صخرة. أوسين يصل إلى أسفل لمساعدتهم. وحزام سرج الحصان أطلق ويقع على الأرض. أمام أعين الرؤية من الرجال أنه يصبح رجل قديم جدا جدا.
قصة أخرى كان من لايرنيس ديوجين، وهو الفيلسوف الأبيقورى حوالي نصف أوائل القرن الثالث، في كتابه على الحياة، وآراء واقوال الفلاسفة. القصة هي في الفصل العاشر له في قسم الحكماء السبعة الذين كانوا على سلائف الفلاسفة الأولى. وكان الحكيم ايبمينديس. يبدو ايبمينديس أخلد إلى النوم في كهف لسبعة وخمسين عاما. لكن لسوء الحظ، «أصبح من العمر على مدى عدة أيام في الوقت الذي كان ينامه سنوات». ومع ذلك وفقا لمصادر مختلفة أن تتصل ديوجين، ايبمينديس عاش ليكون مائة وسبعة وخمسون عاما ومائتان وتسعا وتسعين سنة، أو مائة وأربعة وخمسين عاما من العمر.
وهناك قصة مشابهة لالكهف من افسس، والقديسين المسيحيين الذين تغفو في كهف مع تجنب الاضطهاد الروماني، واستيقظوا أكثر من قرن من الزمان في وقت لاحق ليجدوا أن أصبحت المسيحية الديانة الرسمية للإمبراطورية.

## التكيف
القصة تم تكييفها لوسائل الإعلام الأخرى على مدى القرنين الماضيين، من مرحلة لعب الأوبريت للرسوم المتحركة لللأفلام. الممثل جوزيف جيفرسون كان مرتبط أكثر مع الشخصية في مرحلة القرن التاسع عشر، وقدم سلسلة من الأفلام القصيرة في عام 1896 لإعادة مشاهد من مرحلة تكيفه، والتي هي مجتمعة في الأفلام التسجيلية القومية في الولايات المتحدة. توماس نجل جيفرسون اتبع خطى والده، وأيضا لعب الشخصية في عدد من الأفلام في أوائل القرن العشرين. القصة أيضا تم تكييفها بشكل فضفاض للعرض «منطقة الشفق» في الحلقة 1961 " مزحة ريب فان وينكل " بطولة أوسكار بيرجي.
هذة القضة تكررت في حبكة الرواية الرئيسية للكوميديا—سلسلة الرسوم المتحركة للخيال العلمي فوتثرما. بطل رواية العرض، فيليب جيه فراي، يقع في دائرة الركود القرية يوم 31 ديسمبر عام 1999، ويتم إحياءه حتى 31 ديسمبر 2999. مثل فان وينكل، فراي كان رجل كسول يكره وظيفته، وعندما يستيقظ كان يسعى إلى أن يعيش فقط لأحفاده 'تسكع قبالة'، على الرغم من انه أصبح لزاما عليه العمل (نوعا ما) بمشقة في أعمال العائلة.
حكاية الغزالون للأطفال سلسلة قياسية شملت المسرحه من قصة ريب فان وينكل ([أوك - 11034) التي فيها اسم ابنة ريب تم تغييره إلى «كاترينا» والشخصيات من نيكولاس فيدر وديريك فان بيمميل تم تزويدهم بمزيد من الأهمية.
في الحلقة السادسة عشر من المغامرات الشهيرة للسيد ماجو، الاي أصلا بثت في 16 يناير، 1965، السيد ماجو (التي عبر عنها صوتا جيم باكوس) يلعب دور ريب فان وينكل.
قصة مستوحاة أيضا حلقة من فلينستون بعنوان «ريب فان فلينتستون»، التي أصلا بثت يوم 5 نوفمبر، 1965. فيها، فريد يغفو نوما على لائحة شركة نزهة ويحلم انه أيقظ في بيدروك عشرين عاما في المستقبل—السكان 30,000. شركة سلات التي عمل فيها فريد لمرة واحدة، الآن قد خرجت من السوق. بارني أصبح أغنى ملوك الزيت، بيبليز قد تزوج بام بام، وويلما أصبحت أرملة مريرة قديمة (بيتي لا ينظر إليه، وهو ما يعني انها قد ماتت). فريد، في الوقت نفسه، يرى أنه وحده، ومنسي. عند نقطة واحدة خلال الحلقة، حتى فريد يقول: «ربما أكون قد غلبني النوم لمدة عشرين عاما. في مثل قصة ريب فان وينكلستون».
شريط جارفيلد صنداي ملك أحلام جارفيلد نفسه مثل ريب فان جارفيلد، استيقظ من غفوة 50 سنة، ورأي مدى تم (ول يتمم) تغيره. هذا الشريط في وقت لاحق تكييف في حلقة من جارفيلد وأصدقاء.
هناك أيضا حلقة من اتش بي أو تظهر سعادة وهناء بعد: الحكايات الخرافية لكل طفل. ‏ انهم سردوا حكايات شعبية من خلال وضعهم في مختلف الثقافات وأوضاع واصوات مميزة مقدمة من المشاهير. لريب فان وينكل فهم فعلوا رواية نسائية من القصة، في ضوء تطور الستينيات، وأخبر من وجهة نظر زوجة ريب (التي عبر عنها صوتا توم ارنولد) فانا (كاليستا فلوكهارت).
القصة أيضا أثرت في فيلم 2004 13 ذهاب في 30، والذي فيه فتاة تبلغ من العمر 13 عاما في الفترة من 1987 قدمت أمنية في يوم عيد ميلادها، مما أدى إلى استيقاظها ولها 30 عاما من العمر في عام 2004.
وهناك قسم من ريب فان وينكل يتم قراءته من قبل أحد أعضاء الفرقة في الخلفية لأغنيتهم «أنا يمكن أن أكون بحلم»، من قبل الفرقة الاسكتلندية، بيل وسيباستيان

## قاموس التلميحات
أن تكون ريب فان وينكل، هو أن تستيقظ فجأة إلى تغييرات الإحداث العميقة في المناطق المحيطة بها. هذا قد يكون راجعا إلى الغياب الجسدي أو الغياب العقل.
هذا المصطلح نقل في يوم 3 كانون الثاني/يناير عام 1992، في صحيفة كريسشان ساينس مونيتور عن طريق فان لورا
تيول مثل الأسفل.
شخص ما ظل غافل عن التغيرات الاجتماعية والسياسية على مدى فترة طويلة يمكن أن يكون ريب فان وينكليش. أندرو هيجنز كتب في صحيفة الاوبزرفر، 1997

## الروابط الخارجية